# Łuków Zapowiednik
Łuków Zapowiednik – przystanek osobowy w Łukowie, w województwie lubelskim, w Polsce. Znajdują się tu 2 perony.
Przystanek został otwarty dla pasażerów w 1997 roku, razem z kasą biletową. Wcześniej funkcjonował tutaj przystanek służbowy.

## Ruch pasażerski[2]
| Rok  | Wymiana pasażerska na dobę |
| ---- | -------------------------- |
| 2017 | 50-99                      |
| 2018 | 20-49                      |
| 2019 | 20-49                      |
| 2020 | 10-19                      |
| 2021 | 10-19                      |
| 2022 | 10-19                      |
| 2023 | 10-19                      |